# Liste der Baudenkmäler in Auerbach in der Oberpfalz

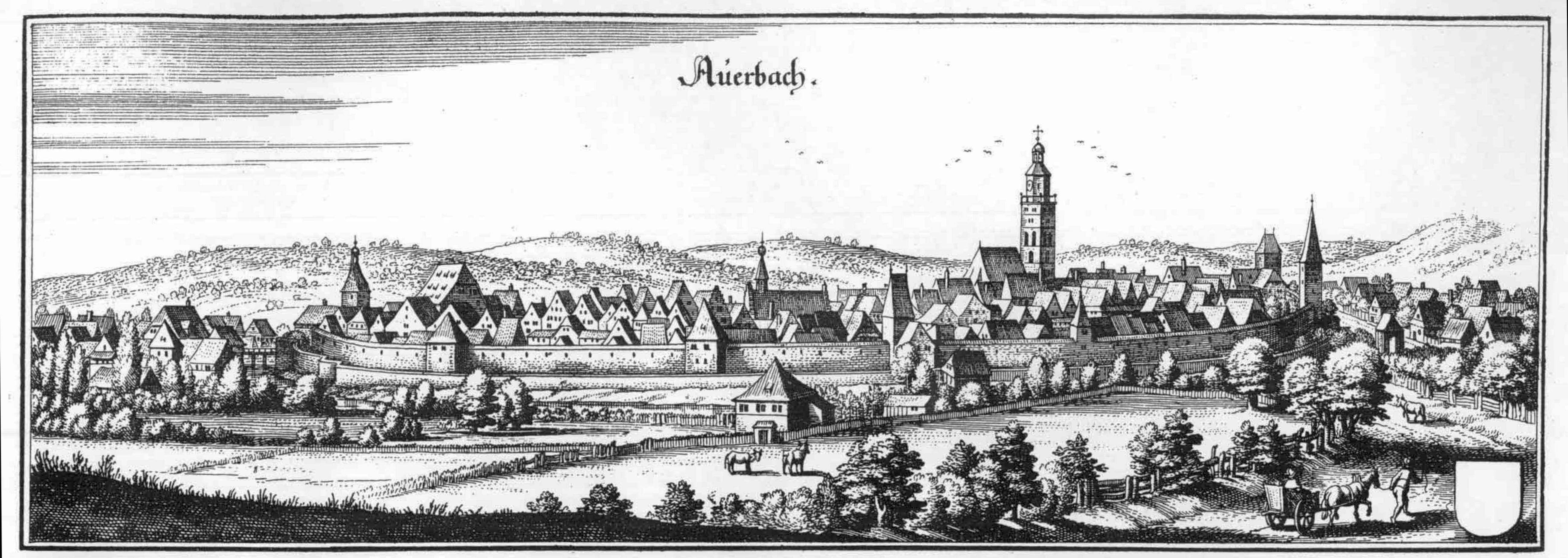
Alte Ansicht von Auerbach (Merian)

Auf dieser Seite sind die Baudenkmäler in der Oberpfälzer Stadt Auerbach in der Oberpfalz zusammengestellt. Diese Tabelle ist eine Teilliste der Liste der Baudenkmäler in Bayern. Grundlage ist die Bayerische Denkmalliste, die auf Basis des Bayerischen Denkmalschutzgesetzes vom 1. Oktober 1973 erstmals erstellt wurde und seither durch das Bayerische Landesamt für Denkmalpflege geführt wird. Die folgenden Angaben ersetzen nicht die rechtsverbindliche Auskunft der Denkmalschutzbehörde.

## Ensembles

### Ensemble Ortskern mit Straßenmarkt

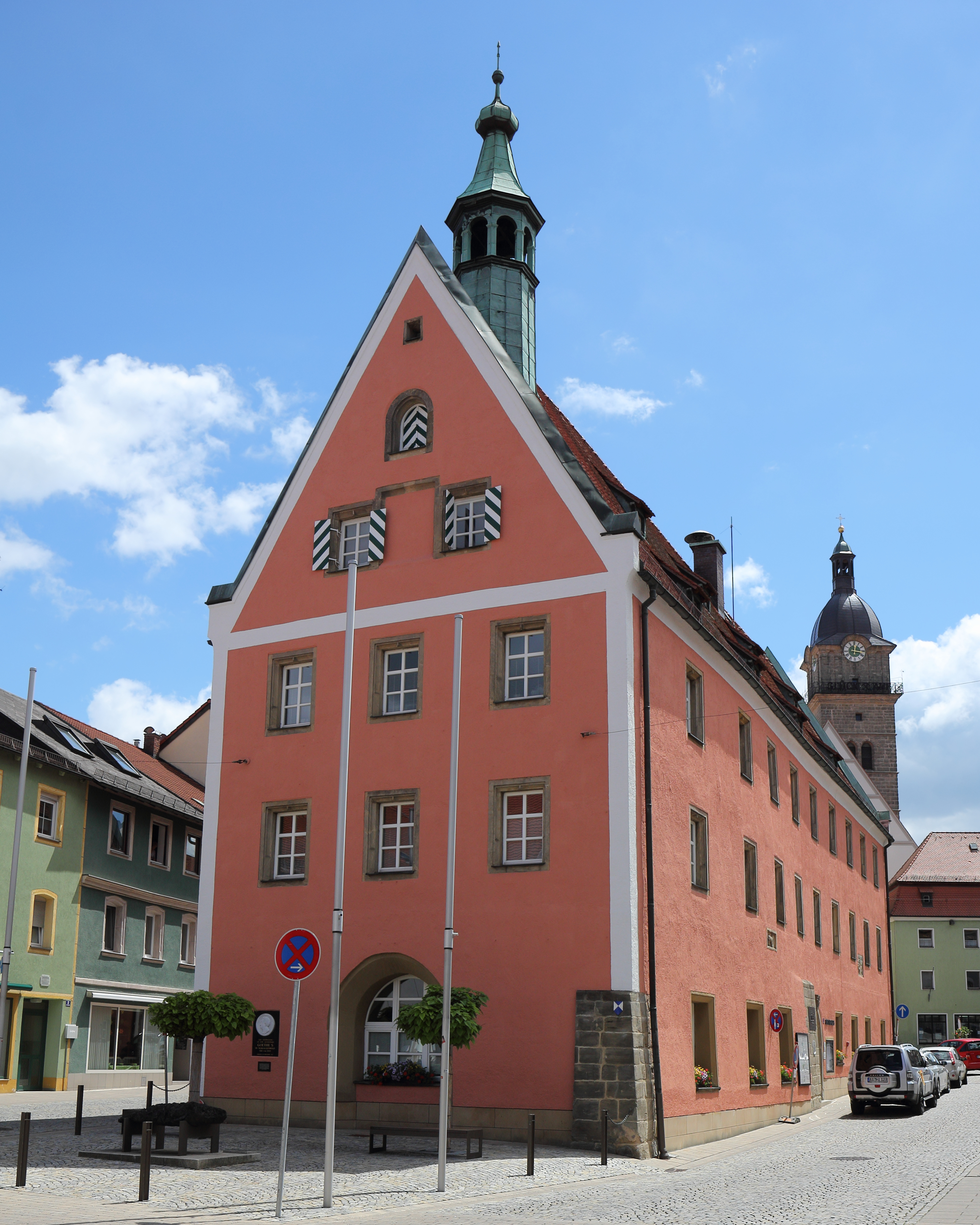
Rathaus von Auerbach

Das Ensemble umfasst den langgezogenen Straßenmarkt und östlich der Stadtpfarrkirche den mutmaßlichen Siedlungskern des Dorfes Auerbach, das zum Kloster Michelfeld gehörte. Nachdem das Kloster 1144 seinen Markt dorthin verlegt und eine Kirche gegründet hatte, wurde zunächst der annähernd dreiecksförmige Obere Markt zu Füßen der Stadtpfarrkirche angelegt. 
Der anschließende gestreckte Untere Markt in Form eines Straßenmarktes ist das Ergebnis einer ersten Stadterweiterung, die um 1300 erfolgte und wohl damit zusammenhängt, dass Auerbach ab 1373 Hauptort des neuböhmischen Territoriums in der Oberpfalz geworden war.
Die zentrale Architektur, trennend und verbindend zugleich, wurde seit der späten Gotik das in Abschnitten 1418, 1524 und 1551 errichtete freistehende Rathaus. Die Bebauung beider Marktplätze besteht vorwiegend aus dreigeschossigen Traufseithäusern des 19. Jahrhunderts, welche teilweise im Inneren eine ältere Bausubstanz aufweisen und mitunter Bauformen des 18. Jahrhunderts erkennen lassen. Durch den Abbruch der ehemaligen Stadtschreiberei, die vor 1418 als Rathaus diente, wurde der hochgelegene Baukörper der Kirche freigestellt und der östliche Platzabschluss sinnentstellend aufgebrochen. In Fortführung der Platzfronten des Oberen Marktplatzes schließt die Dr. Heinrich-Stromer-Straße gabelförmig den Kirchenbezirk ein. Die Bebauung zwischen der Pfarrstraße und der Dr. Heinrich-Stromer-Straße ist kleinteiliger und unregelmäßiger als am Marktplatz und an den Außenseiten der beiden Straßen und weist dadurch auf die ältere Siedlungszeit hin.
Aktennummer: E-3-71-113-1

### Ensemble Ehemaliges Kloster Michelfeld

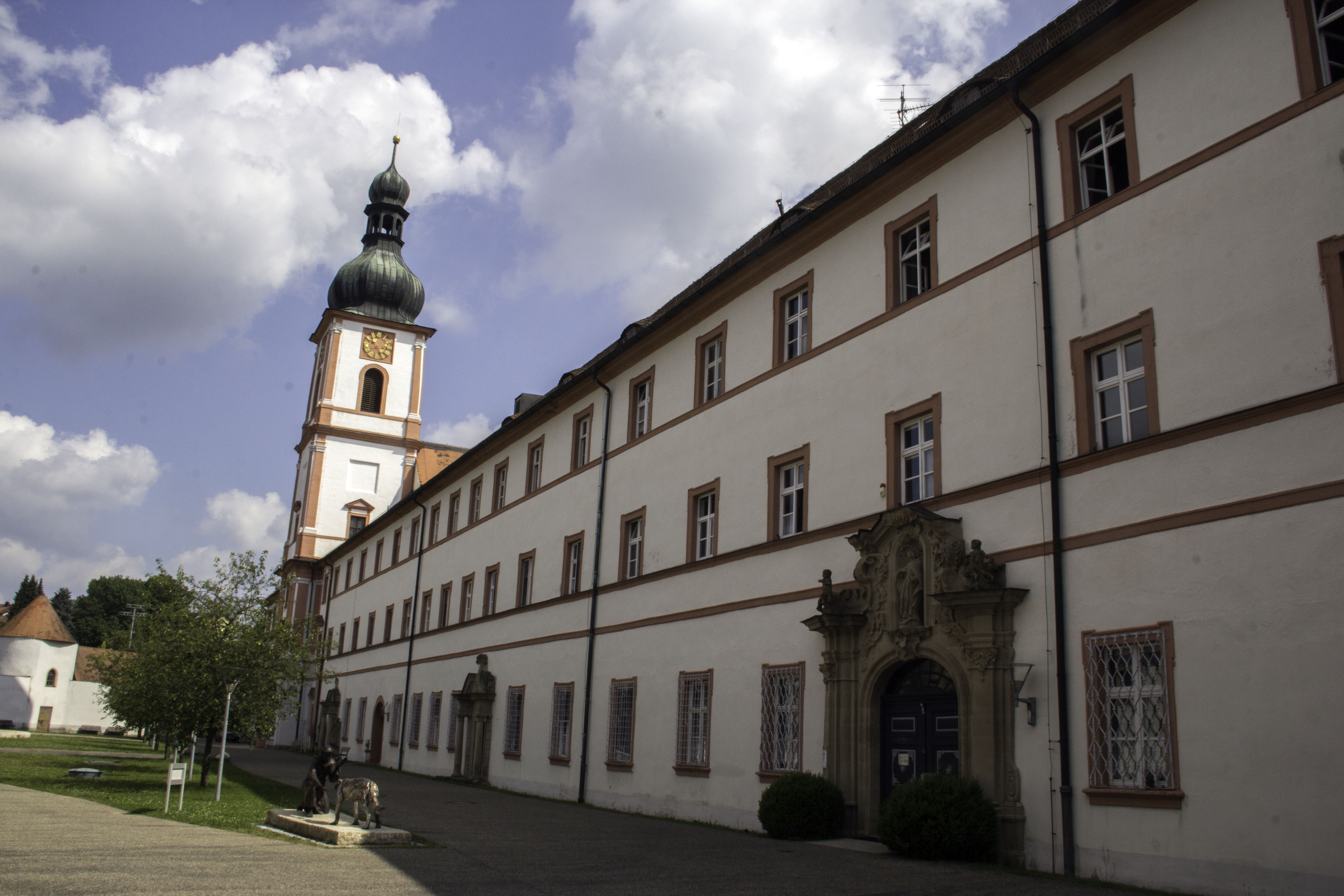
Benediktinerkloster Michelfeld

Das von dem Bamberger Bischof Otto I. 1119 gegründete, im Zuge der Reformation 1556 aufgelöste, 1661 wiederbesiedelte und 1803 säkularisierte ehemalige Benediktinerkloster ist gleich einer Insel rings von fließenden Gewässern umgeben. Der natürliche Zusammenfluss von Speckbach und Flembach, der vor seiner Verlegung unmittelbar an der westlichen Front der Klosterökonomie anstelle der heutigen Auerbacher Straße verlief, wurde östlich des Klosters durch einen künstlich mit einer Schleuse angelegten Stichkanal zwischen beiden Bächen zu einem ringartigen Umwässerungssystem vervollständigt. Die topographische Bezeichnung der südöstlich vor dem Kloster liegenden Wiese als „Hofmühl-Weiher“ und der bis in unser Jahrhundert bestehende, westlich zwischen äußerer und innerer Befestigung ausgedehnte Pferdeschwemm-Weiher weisen darauf hin, dass vom Stichkanal aus zu Schutzzwecken eine Überflutung des Geländes bis zur inneren Klostermauer hin möglich war. 
Diese innere Klostermauer ist der mit sieben Mauertürmen erhaltene Rest der spätmittelalterlichen Klosterbefestigung, nach Westen vom inneren Torturm mit ehemaligem Brauhaus, Pförtnerhaus und Dienerschaftsgebäude (Klosterhof 1–4) abgeschlossen. Den äußeren Abschluss bildet das Torhaus des 18. Jahrhunderts mit dem unterdessen mehrfach geteilten Gasthoftrakt (Auerbacher Straße 1, 3, Asamweg 1–3), südwärts der vierflügelige Ökonomiehof des 17./18. Jahrhunderts, nun ebenfalls zerteilt und stückweise erneuert (Asamweg 2, Auerbacher Straße 3, 5, 7, 9, 11, 13, Torgasse 1, 2, Klosterhof 10), südostwärts die ehemalige Hofmühle von 1724 und Schneidsäge (Klosterhof 8, 9). 

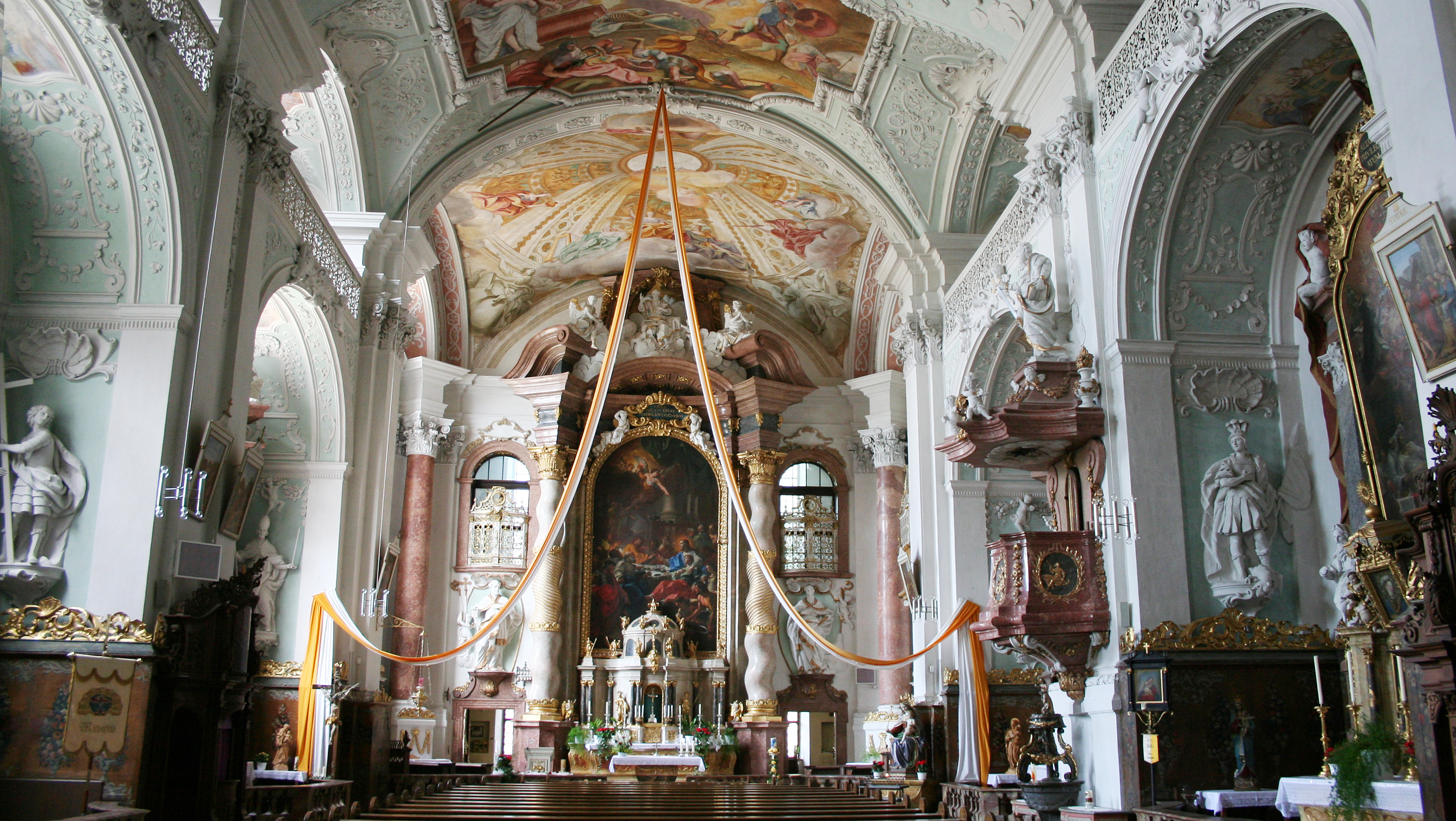
Klosterkirche Michelfeld

Das Kloster selbst wurde unter Einbeziehung von Bauteilen des 15. Jahrhunderts hauptsächlich in der Barockzeit mit dem Geviert des Konventbaues und dem nach Süden vorragenden Abteitrakt (Klosterhof 7) sowie mit der nördlich abschließenden Klosterkirche (Klosterhof 6) und dem früheren Getreidekastenbau (Klosterhof 5) errichtet; als Architekt wirkte 1689–1700 Wolfgang Dientzenhofer mit, an der Kirchenausstattung die Gebrüder Asam um 1717. An der östlichen Anschlussstelle des Konventbaues an der Klosterkirche befindet sich die spätgotische ehemalige Marienkapelle. Der im Mittelalter notwendige Abwehrcharakter des Gesamtkomplexes wurde im Barock zu einer Empfangsarchitektur umgedeutet, die den Besucher durch die mit freundlicher Putzgliederung versehene Mansarddacharchitektur des äußeren Torturmes einlädt und durch den inneren Torturm zur Klosterkirche als Ziel und Höhepunkt der gesamten Architektur führt.
Aktennummer: E-3-71-113-2

## Stadtbefestigung
In der Nähe des Schloßhofes, in der Zwingergasse 3 und Am Schwedenturm 7 gibt es noch Teile der Stadtbefestigung. 
Erhaltene Teilstücke der Stadtmauer gibt es an der Ost- und Südseite des Ortes, im Bereich des Schloßhofs sowie, in die Bebauung integriert, im Bereich Alleestraße 3. 
Erhaltene Türme: 
- Der sogenannte Schwedenturm, Rundturm, verputzter Massivbau mit Kegeldach, 1440, 1868 zur Hälfte abgetragen

- Der sogenannte Weiße Turm, mehrgeschossiger, verputzter Massivbau mit Satteldach und Anbauten, mittelalterlich

- Ein Viereckturm im Nordwesten und drei Vierecktürme bzw. Stümpfe im Süden und Südosten.

Diese Stadtbefestigungsreste sind nicht nachqualifiziert und im Bayerischen Denkmal-Atlas nicht kartiert.
Aktennummer: D-3-71-113-1

## Baudenkmäler nach Ortsteilen

### Auerbach
| Lage                                                  | Objekt                                                                             | Beschreibung | Akten-Nr.                        | Bild                                      |
| ----------------------------------------------------- | ---------------------------------------------------------------------------------- | --- | -------------------------------- | ----------------------------------------- |
| Alleestraße 2 (Standort)                              | Wohnhaus                                                                           | Zweigeschossiger, verputzter Massivbau in Ecklage, mit Satteldach, im Kern „1698“ (bezeichnet) | D-3-71-113-3 Wikidata            | BW                                        |
| Alleestraße 3 (Standort)                              | Ehemaliger Stadel und Ökonomiebau des Gasthofes Ruder                              | Zweigeschossiger Sandsteinquaderbau mit Satteldach, unter Einbeziehung ehemaliger Stadtmauerteile Anfang des 19. Jahrhunderts im Stadtgraben errichtet, bezeichnet mit „1848“ | D-3-71-113-4 Wikidata            | BW                                        |
| Am Schwedenturm 2 (Standort)                          | Stadel                                                                             | Massivbau mit mächtigen Eckquadern und Krüppelwalmdach, um 1800 | D-3-71-113-6 Wikidata            | BW                                        |
| Bahnhofstraße 2 (Standort)                            | Ehemaliges Amtsgebäude                                                             | Dreigeschossiger, verputzter Massivbau mit Walmdach, Portal mit Wappen und Putzgliederung, der Zwerchgiebel und die Giebel der Anbauten mit Voluten, im Stil der Neurenaissance, Ende 19. Jahrhundert | D-3-71-113-7 Wikidata            | BW                                        |
| Bergstraße 1 (Standort)                               | Ehemaliges Bahnwärterhaus mit Lokschuppen                                          | zweigeschossiger massiver Satteldachbau mit Eckrustika und Natursteingliederung, daran nördlich angebauter Lokschuppen, Fachwerk mit ausgemauerten Gefachen und Satteldach, um 1903 | D-3-71-113-146                   | Ehemaliges Bahnwärterhaus mit Lokschuppen |
| Neben der Kapelle auf dem Ebersberg (Standort)        | Bildstock                                                                          | Reliefierter Steinpfeiler mit bekrönendem Kruzifix, Ende 19. Jahrhundert | D-3-71-113-67 Wikidata           | BW                                        |
| Degelsdorfer Straße 4 b, Nähe Schloßhof (Standort)    | Stadel                                                                             | Eingeschossiger Massivbau mit Satteldach, wohl 19. Jahrhundert, unter Einbeziehung von Teilen der ehemaligen Schlossmauer errichtet | D-3-71-113-2 Wikidata            | BW                                        |
| Dr.-Heinrich-Stromer-Straße; neben Nr. 31 (Standort)  | Mariensäule                                                                        | Madonna auf ornamentierter Säule, Gusseisen, bezeichnet mit „1905“ | D-3-71-113-12 Wikidata           | BW                                        |
| Dr.-Heinrich-Stromer-Straße 31 (Standort)             | Villa, sogenanntes Merklhaus                                                       | Zweigeschossiger Sichtziegelbau mit Walmdach und Natursteingliederung im Stil der Gründerzeit, 1891 | D-3-71-113-11 Wikidata           | Villa, sogenanntes Merklhaus              |
| Grünhof 3 (Standort)                                  | Ehemaliges Schulhaus                                                               | Zweigeschossiger, verputzter Massivbau mit schiefergedecktem Walmdach und Putzgliederung, 1881 | D-3-71-113-13 Wikidata           | BW                                        |
| In der Lohe (Standort)                                | Feldkapelle, sogenannte Poppenkapelle                                              | Verputzter Massivbau mit Satteldach, bezeichnet mit „1708“ und „1956“ | D-3-71-113-73 Wikidata           | weitere Bilder                            |
| In der Lohe (Standort)                                | Steinkreuz                                                                         | Wohl mittelalterlich | D-3-71-113-73 zugehörig Wikidata | weitere Bilder                            |
| Kapellenäcker (Standort)                              | Heiligenfigur                                                                      | Skulptur Christus in der Rast, farbig gefasst, barock, in erneuertem Heiligenhäuschen | D-3-71-113-140                   | BW                                        |
| Kirchstraße 1 (Standort)                              | Wohnhaus                                                                           | Zweigeschossiger, verputzter Massivbau in Ecklage, mit Halbwalmdach und Segmentbogenlaibungen, Mitte 19. Jahrhundert | D-3-71-113-14 Wikidata           | Wohnhaus                                  |
| Michelfelder Straße (Standort)                        | Brückenfigur des heiligen Johann Nepomuk,                                          | Quarzstein, zweite Hälfte 19. Jahrhundert | D-3-71-113-16 Wikidata           | BW                                        |
| Michelfelder Straße (gegenüber von Nr. 10) (Standort) | Pestsäule                                                                          | Mit drei Darstellungen der Passion Christi: Kreuzigung, Geißelung und Auferstehung, böhmischer Quarz, bezeichnet mit „1661“ | D-3-71-113-127 Wikidata          | Pestsäule                                 |
| Neuhauser Straße 1 (Standort)                         | Bildstock, sogenannter Segenstein                                                  | Reliefierter Steinblock, spätgotisch, auf erneuerter Säule | D-3-71-113-17 Wikidata           | BW                                        |
| Oberer Marktplatz 1 (Standort)                        | Rathaus                                                                            | Freistehender, dreigeschossiger und verputzter Massivbau mit steilem Satteldach, profilierten Laibungen, Wappensteinen und Dachreiter, Baubeginn 1418, Erweiterungen bezeichnet mit „1524“ und „1551“, Umbauten und Erneuerungen 1838/39, 1843 sowie 1927–29 | D-3-71-113-19 Wikidata           | weitere Bilder                            |
| Oberer Marktplatz 12 (Standort)                       | Wohnhaus                                                                           | Dreigeschossiger, verputzter Massivbau mit Mansarddach über abgewinkeltem Grundriss, 17./18. Jahrhundert mit wohl älterem Kern Nebengebäude, zweigeschossiger, verputzter Massivbau mit einseitig abgewalmtem Mansarddach, 18. Jahrhundert | D-3-71-113-21 Wikidata           | weitere Bilder                            |
| Oberer Marktplatz 14 (Standort)                       | Gasthof-Ausleger                                                                   | bezeichnet mit "1781" | D-3-71-113-22 Wikidata           | BW                                        |
| Oberer Marktplatz 17 (Standort)                       | Ehemaliges Städtisches Schulhaus                                                   | Dreiflügelanlage Schulgebäude, im Kern 17. Jahrhundert, „1757“ (bezeichnet) um ein Stockwerk mit Mansarddach aufgestockt, traufständiger, teils verputzter Massivbau mit stichbogiger Tordurchfahrt, Rahmungen, Gesimse und zweigeschossiger Bodenerker aus Sandstein Rückgebäude, viergeschossiger, verputzter Massivbau mit Walmdach und rundbogiger Tordurchfahrt, 18. Jahrhundert Dreigeschossiger Verbindungsbau mit Holzaltane, 18./19. Jahrhundert | D-3-71-113-24 Wikidata           | BW                                        |
| Oberer Torplatz (Standort)                            | Figurengruppe                                                                      | Darstellung der Maria Immaculata auf Säule, flankiert von den heiligen Sebastian und Florian, auf Postament, Sandstein, bezeichnet mit „1723“ | D-3-71-113-26 Wikidata           | BW                                        |
| Oberer Torplatz 7 (Standort)                          | Ehemaliges Amtsgericht                                                             | Dreigeschossiger, zweiflügeliger und verputzter Massivbau mit Walmdach, Sandsteingliederung und -portal, Eckerker, Zwerchgiebeln, Dachreiter sowie Treppenturm, im Stil der Neurenaissance, Ende 19. Jahrhundert Mit Einfriedungsmauer, gleichzeitig | D-3-71-113-28 Wikidata           | Ehemaliges Amtsgericht                    |
| Obere Vorstadt (Standort)                             | Bildstock                                                                          | Reliefierter Sandsteinpfeiler mit Laterne, bezeichnet mit „1866“ | D-3-71-113-34 Wikidata           | BW                                        |
| Obere Vorstadt 44 (Standort)                          | Friedhof                                                                           | Katholische Friedhofskirche St. Helena, Saalbau, verputzter Massivbau mit Satteldach, eingezogenem, dreiseitig geschlossenem Chor, Spitzbogenfenstern und Rundbogenportal, späteste Gotik, 1595–99, 1721 verändert, Sakristei von 1735, Dachreiter 1760; mit Ausstattung Aussegnungshalle, eingeschossiger, verputzter Massivbau mit hohem Mansardwalmdach und Fassadenfiguren, 1909/10 Pavillon, runder Sandsteinquaderbau mit Kuppeldach; mit Ausstattung Friedhofsmauer, Bruchstein, teils verputzt                                                                           | D-3-71-113-30 Wikidata           | BW                                        |
| Pfarrstraße 1, 3 (Standort)                           | Katholische Stadtpfarrkirche St. Johann Baptist                                    | Wandpfeilerkirche, teils verputzter Massivbau, die östlichen Teile aus Sandsteinquadern, mit Satteldach, eingezogenem, dreiseitig geschlossenem Chor, an der Westfassade Korbbogenportale und barocke Fassadenfigur, im Kern wohl 14. Jahrhundert, weitgehender Neubau nach 1430, 1555 Erhöhung des Turms südlich des Chores, Umbau und Erweiterung des Langhauses nach Plänen von Georg Dientzenhofer 1685/86, 1730 Anbau der Annakapelle, Chorneubau und Sakristei durch Thomas Sebastian Preysinger, 1779–81, 1886 Wiederaufbau des Turmes mit Laternenhaube; mit Ausstattung | D-3-71-113-35 Wikidata           | weitere Bilder                            |
| Pfarrstraße 5 (Standort)                              | Ehemaliges Schulhaus und Gebäude der Kirchenstiftung                               | Zweieinhalbgeschossiger, verputzter Massivbau mit Halbwalmdach und Fenstersohlbänken, wohl 18. Jahrhundert | D-3-71-113-37 Wikidata           | weitere Bilder                            |
| Pfarrstraße 7 (Standort)                              | Pfarrhaus                                                                          | Zweigeschossiger, zweiflügeliger und verputzter Massivbau mit Walmdach, Stichbogenfenstern und Sohlbankgesims, 1842 Hofmauer | D-3-71-113-39 Wikidata           | weitere Bilder                            |
| Pfarrstraße 30 (Standort)                             | Ehemalige Fronfeste mit Gefängnis und Wohnung des Gerichtsdieners                  | Zweigeschossiger Massivbau über hohem Sockel, mit schiefergedecktem Walmdach, Eckquaderung, Tür- und Fenstergewände aus unverputztem Naturstein, im Stil der Neurenaissance, 1842 | D-3-71-113-41 Wikidata           | BW                                        |
| Rosenhofer Straße (Standort)                          | Bildstock                                                                          | Reliefierter Steinpfeiler mit bekrönendem Kreuz, bezeichnet mit 1895 | D-3-71-113-137                   | BW                                        |
| Schloßhof 1 (Standort)                                | Ehemalige Münze                                                                    | Dreigeschossiger, giebelständiger und verputzter Massivbau mit steilem Satteldach, Eckrustizierung und profilierten Gewänden, 16./frühes 17. Jahrhundert, über älterem Keller | D-3-71-113-42 Wikidata           | BW                                        |
| Unter dem Rauhensteiner Weg, am Fuchsbühl (Standort)  | Feldkapelle St. Maria                                                              | Verputzter Massivbau mit Satteldach, Ende 18. Jahrhundert; mit Ausstattung | D-3-71-113-68 Wikidata           | BW                                        |
| Auf dem Ebersberg. Unter der Kirche (Standort)        | Katholische Gottvaterberg-Kirche                                                   | Saalbau, verputzter Massivbau mit Walmdach, segmentbogigem Chorschluss und Zwiebeldachreiter, 1805/06; mit Ausstattung | D-3-71-113-66 Wikidata           | BW                                        |
| Unterer Markt 4 (Standort)                            | Rückgebäude                                                                        | Zweigeschossig und mit einseitig abgewalmtem Satteldach, im Kern spätgotisch, um 1500 | D-3-71-113-44 Wikidata           | BW                                        |
| Unterer Markt 8 (Standort)                            | Patrizierhaus                                                                      | Dreigeschossiger, giebelständiger und verputzter Massivbau mit Satteldach und Aufzugsöffnungen, um 1530 | D-3-71-113-46 Wikidata           | weitere Bilder                            |
| Unterer Markt 18 (Standort)                           | Mauerreste einer 1972 abgebrochenen spätromanischen Wehranlage, heute Stützpfeiler | Quader mit gotischer Schießscharte Figur heiliger Sebastian in einer Wandnische, 18. Jahrhundert | D-3-71-113-48 Wikidata           | BW                                        |
| Unterer Markt 33 (Standort)                           | Bürgerhaus                                                                         | Dreigeschossiger, verputzter Massivbutzbau mit steilem Walmdach, wohl 17. Jahrhundert | D-3-71-113-52 Wikidata           | weitere Bilder                            |
| Unterer Markt 34 (Standort)                           | Bürgerhaus                                                                         | Dreigeschossiger, giebelständiger und verputzter Massivbau mit Satteldach und Standerker, erste Hälfte 16. Jahrhundert, über mittelalterlichen Kellern des 14. Jahrhunderts, prägende Umbauten um 1581 (dendrochronologisch datiert) und um 1696 (dendrochronologisch datiert) | D-3-71-113-53 Wikidata           | weitere Bilder                            |
| Untere Vorstadt 2 (Standort)                          | Wirtshaus                                                                          | Zweigeschossiger, verputzter Massivbau in Ecklage, mit Krüppelwalmdach, wohl 18. Jahrhundert | D-3-71-113-55 Wikidata           | BW                                        |
| Untere Vorstadt 7 (Standort)                          | Ackerbürgerhaus                                                                    | Zweigeschossiger, giebelständiger und verputzter Sandsteinbau mit Satteldach, spätgotischen, profilierten Fenster- und Türgewänden sowie Sandstein-Eckquaderung, um 1550, Umbau mit dreigeschossigem Fachwerkgiebel und umlaufender Holzaltane 1654/55 | D-3-71-113-56 Wikidata           | BW                                        |
| Untere Vorstadt 21 (Standort)                         | Bürgerhaus                                                                         | Zweigeschossiger, traufständiger und verputzter Massivbau mit Satteldach, im Kern wohl 17. Jahrhundert | D-3-71-113-57 Wikidata           | BW                                        |
| Untere Vorstadt 22 (Standort)                         | Villa                                                                              | Zweigeschossiger, traufständiger Sichtziegelbau mit Satteldach, Zwerchgiebel und Architekturgliederung aus Sandstein, bezeichnet mit „1902“ | D-3-71-113-58 Wikidata           | Villa                                     |
| Untere Vorstadt 23 (Standort)                         | Ehemaliges Ackerbürgerhaus                                                         | Zweigeschossiger, traufständiger und verputzter Massivbau mit Satteldach, Sohlbankgesims und stichbogiger Toreinfahrt, im Kern wohl 17. Jahrhundert, nach 1839 östlich erweitert | D-3-71-113-59 Wikidata           | BW                                        |
| Untere Vorstadt 24 (Standort)                         | Wohnhaus                                                                           | eingeschossiger, giebelständiger und verputzter Massivbau mit Satteldach, 18. Jahrhundert | D-3-71-113-60 Wikidata           | BW                                        |
| Untere Vorstadt 26 (Standort)                         | Wohnhaus                                                                           | Eingeschossiger, giebelständiger und verputzter Massivbau mit Halbwalmdach, 17. Jahrhundert | D-3-71-113-61 Wikidata           | BW                                        |
| Untere Vorstadt 30 (Standort)                         | Katholische Spitalkirche St. Katharina und Barbara                                 | Saalbau, Bruchsteinbau mit Satteldach, Dachreiter und eingezogenem, gerade geschlossenem Chor, im Kern 14. Jahrhundert, 1657 verändert; mit Ausstattung | D-3-71-113-62 Wikidata           | weitere Bilder                            |
| Untere Vorstadt 32 (Standort)                         | Bürgerspital                                                                       | Zweigeschossiger Krüppelwalmdachbau in Ecklage, Erdgeschoss aus Sandsteinquadern, 1817, im Inneren 1980 teilweise stark erneuert | D-3-71-113-63 Wikidata           | Bürgerspital                              |

### Gunzendorf
| Lage                     | Objekt                               | Beschreibung | Akten-Nr.               | Bild                                 |
| ------------------------ | ------------------------------------ | --- | ----------------------- | ------------------------------------ |
| Gunzendorf 7 (Standort)  | Ehemaliger Pfarrstadel               | Eingeschossiger Massivbau mit Satteldach und zwei Toren, erste Hälfte 19. Jahrhundert | D-3-71-113-128 Wikidata | BW                                   |
| Gunzendorf 17 (Standort) | Pfarrhaus                            | Zweigeschossiger Sandsteinbau mit Walmdach und Gurtgesims, erste Hälfte 19. Jahrhundert Nebengebäude, eingeschossiger, teilweise verputzter Sandsteinbau mit Satteldach und einfacher Fassadengliederung, gleichzeitig | D-3-71-113-74 Wikidata  | BW                                   |
| In Gunzendorf (Standort) | Katholische Pfarrkirche St. Aegidius | Saalkirche, verputzter Massivbau mit Satteldach, Teile des Langhauses romanisch, Mitte 12. Jahrhundert, der eingezogene Chor um 1384, Dachreiter mit Spitzhelm 1855; mit Ausstattung                                   | D-3-71-113-71 Wikidata  | Katholische Pfarrkirche St. Aegidius |

### Hagenohe
| Lage                   | Objekt  | Beschreibung                                                         | Akten-Nr.              | Bild |
| ---------------------- | ------- | -------------------------------------------------------------------- | ---------------------- | ---- |
| In Hagenohe (Standort) | Brunnen | Mit gusseisernem, reliefiertem Becken, zweite Hälfte 19. Jahrhundert | D-3-71-113-75 Wikidata | BW   |

### Hammerberg
| Lage                       | Objekt     | Beschreibung | Akten-Nr.              | Bild       |
| -------------------------- | ---------- | --- | ---------------------- | ---------- |
| In Hammerberg ? (Standort) | Bildstock  | Reliefierter Sandsteinpfeiler mit Laterne und gusseisernem Kreuz, Ende 19. Jahrhundert | D-3-71-113-78 Wikidata | BW         |
| Hammerberg 1 (Standort)    | Hofanlage  | Wohnstallhaus, zweigeschossiger Massivbau mit Satteldach, 1833, Verlängerung 19./20. Jahrhundert Kleintierhaus, eingeschossiger Bruchsteinbau mit Satteldach, Mitte 19. Jahrhundert Backhaus, eingeschossiger Bruchsteinbau mit Satteldach, 19. Jahrhundert | D-3-71-113-76 Wikidata | BW         |
| Hammerberg 2 (Standort)    | Bauernhaus | Wohnstallbau, zweigeschossiger, verputzter Massivbau mit Satteldach, 18. Jahrhundert, 1850 teilweise erneuert | D-3-71-113-77 Wikidata | Bauernhaus |

### Leiten
| Lage                                                     | Objekt                | Beschreibung | Akten-Nr.              | Bild |
| -------------------------------------------------------- | --------------------- | --- | ---------------------- | ---- |
| Zwischenfelder, an der Straße nach Ranzenthal (Standort) | Bildstock             | Sandsteinpfeiler mit Laterne und gusseisernem Kreuz, zweite Hälfte 19. Jahrhundert                                      | D-3-71-113-81 Wikidata | BW   |
| Leiten 1 (Standort)                                      | Ehemaliges Bauernhaus | Wohnstallbau, zweigeschossiger Sandsteinquaderbau mit Frackdach und einfacher Fassadengliederung, bezeichnet mit „1812“ | D-3-71-113-80 Wikidata | BW   |
| Leiten 1 (Standort)                                      | Kapelle               | Verputzter Massivbau mit Satteldach, bezeichnet mit „1756“                                                              | D-3-71-113-79 Wikidata | BW   |

### Michelfeld
| Lage                                                                    | Objekt                                                                          | Beschreibung | Akten-Nr.              | Bild                                                                            |
| ----------------------------------------------------------------------- | ------------------------------------------------------------------------------- | --- | ---------------------- | ------------------------------------------------------------------------------- |
| Auerbacher Straße 3 (Standort)                                          | Torhaus, sogenannter äußerer Torturm                                            | Dreigeschossiger, verputzter Massivbau mit Mansarddach, rundbogiger Tordurchfahrt, Putzgliederung und Wappenschild aus Sandstein, zwischen 1783 und 1799 erbaut | D-3-71-113-83 Wikidata | weitere Bilder                                                                  |
| Schäfergasse (Standort)                                                 | Sandsteinbrüstung einer Brücke                                                  | Mittelpfeiler bezeichnet mit „1700“ | D-3-71-113-85 Wikidata | Sandsteinbrüstung einer Brücke                                                  |
| Auerbacher Straße 8 (Standort)                                          | Kruzifix und Sandsteinrelief                                                    | Kruzifix, Holz, Sandsteinrelief mit Darstellung des Heiligen Wandels, 18. Jahrhundert | D-3-71-113-84 Wikidata | Kruzifix und Sandsteinrelief                                                    |
| Am Berg (Standort)                                                      | Bildsäule                                                                       | Reliefierter Sandsteinpfeiler mit Laterne und gusseisernem Kreuz, bezeichnet mit „1908“ | D-3-71-113-86 Wikidata | Bildsäule                                                                       |
| Nähe Hauptstraße (Standort)                                             | Bildstock                                                                       | Toskanische Kalksteinsäule mit bekrönender Kreuzigungsgruppe aus Eisenblech, 18. Jahrhundert | D-3-71-113-87 Wikidata | Bildstock                                                                       |
| Klosterhof 2, 3, 4 (Standort)                                           | Ehemaliges Brauerei-, Stallungs- und Pförtnergebäude                            | Abgewinkelter zweigeschossiger Zweiflügelbau mit Satteldächern, im Erdgeschoss Tonnen- und Kreuzgratgewölbe, teilweise mit Polygonalpfeilern, im Kern wohl zweite Hälfte 15. Jahrhundert, Umbau im 17./18. Jahrhundert, mit hexagonalem, mittelalterlichem Wehrturm am äußeren Winkel des Zweiflügelbaus Innerer Torturm, mit profiliertem spitzbogigem Torbogen, tonnengewölbter Durchfahrt und Pyramiden-Mansarddach, im Kern wohl zweite Hälfte 15. Jahrhundert Nordöstlich des Brauereigebäudes runder, mittelalterlicher Wehrturm | D-3-71-113-90 Wikidata | weitere Bilder                                                                  |
| Klosterhof 1-7, 10 (Standort)                                           | Ehemaliges Benediktinerkloster                                                  | Abteikirche St. Johannes Evangelist, jetzt katholische Pfarrkirche, Wandpfeilerbau mit Emporen, Westturm mit Laternenzwiebelhaube und reich gegliederter Westfassade mit figurenbesetztem Säulenportal, 1689–95 nach Plänen von Wolfgang Dientzenhofer, Neugestaltung des gerade schließenden Chorraums mit böhmischer Kuppel sowie anschließende Sakristei und Psallierchor erstes Viertel 18. Jahrhundert; mit reicher Ausstattung unter anderem der Gebrüder Asam, bezeichnet mit „1717“ und „1721“ Ehemaliger Klostertrakt südlich der Kirche, seit 1885 Versorgungs- und Pflegeheim, dreigeschossiger Satteldachbau mit reicher Putzgliederung, um den Klosterhof mit ehemaligem Kreuzgang, im Südflügel ehemaliger Wehrturm einbezogen, Portale aus Sandstein, 1685–1700 unter Mitwirkung von Wolfgang Dientzenhofer; mit Ausstattung Ehemalige katholische Kapelle St. Maria, spätgotische, doppelgeschossige Hallenkirche mit Satteldach, vor 1507, im Erdgeschoss in den Seitenschiffen Netzrippengewölbe und im Mittelschiff barockes Kreuzgratgewölbe, im Obergeschoss Stuckdecken von 1728 am ehemaligen Kreuzgang, heute Schlaftrakt des Versorgungs- und Pflegeheims Ehemaliger Getreidekasten, ab 1885 Schulgebäude, dreigeschossiger Putzbau, um 1695–1700 Inneres Torhaus, spätgotischer Torturm mit Spitzbogendurchfahrt, Walmdach 18. Jahrhundert Südlich des Torhauses ehemaliger Dienerschaftsbau, zweigeschossiger Satteldachbau, im Kern mittelalterlich, teilweise eingewölbtes Erdgeschoss, Obergeschoss-Saal mit Bohlenbalkendecke von 1490 (dendrochronologisch datiert), Umbau 1565 (dendrochronologisch datiert), an der Ostfassade Wappen des Kurfürsten Friedrich III., bezeichnet mit „156“(.), am südlichen Eck mittelalterlicher Wehrturm, die südwestliche Wehrmauer einbeziehend Nördlich des Torhauses ehemaliges Pförtnerhaus, 1583 (dendrochronologisch datiert), und ehemaliges Brauhaus, 1475 (dendrochronologisch datiert), zweiflügeliger zweigeschossiger Satteldachbau sowie Remise, Ende 17. Jahrhundert Spätmittelalterliche Wehrmauer mit hexagonalen und runden Wehrtürmen (einer nur im Fundamentmauerwerk erhalten), nach den Zerstörungen durch die Hussiten nach 1460 errichtet Lourdesgrotte mit Marienfigur, Ende 19. Jahrhundert | D-3-71-113-90 Wikidata | weitere Bilder                                                                  |
| Klosterhof 8 (Standort)                                                 | Ehemalige Mühle                                                                 | Zweigeschossiger verputzter Fachwerkbau mit Walmdach und einfacher Fassadengliederung, bezeichnet mit „1724“ | D-3-71-113-91 Wikidata | weitere Bilder                                                                  |
| Schäfergasse 1 und 3 (Standort)                                         | Ehemaliges Klosterrichterhaus                                                   | Zweigeschossiger, verputzter Massivbau mit Walmdach und südlichem Flügel mit Satteldach, mit profilierten, geohrten Fenster- und Türrahmen, 18. Jahrhundert, über dem Portal Klosterwappen, Sandsteinrelief, bezeichnet mit „1751“ | D-3-71-113-92 Wikidata | weitere Bilder                                                                  |
| Schäfergasse 5 (Standort)                                               | Wohnhaus                                                                        | Zweigeschossiger, verputzter Massivbau mit Mansardwalmdach, 18. Jahrhundert | D-3-71-113-93 Wikidata | Wohnhaus                                                                        |
| Schäfergasse 7 (Standort)                                               | Wohnhaus                                                                        | Zweigeschossiger, verputzter Massivbau mit Walmdach und geohrten Laibungen, 18. Jahrhundert, im Kern 16./17. Jahrhundert | D-3-71-113-94 Wikidata | Wohnhaus                                                                        |
| Nähe Auerbacher Straße, auf der Flembachbrücke (Standort)               | Brückenfigur des heiligen Johann von Nepomuk                                    | Auf hohem Postament, Sandstein, 18. Jahrhundert | D-3-71-113-96 Wikidata | Brückenfigur des heiligen Johann von Nepomuk                                    |
| Torgasse 1; Torgasse 2; Auerbacher Straße 5 (Standort)                  | Ehemalige Klosterökonomie, sogenanntes Ökonomiehaus des ehemaligen Ökonomiehofs | Stattlicher, zweigeschossiger Massivbau mit Walmdach und teils mit Putzgliederung, um 1700 Zugehörige Stallung, abgewinkelter, eingeschossiger Massivbau mit Satteldach, um 1700 | D-3-71-113-95 Wikidata | Ehemalige Klosterökonomie, sogenanntes Ökonomiehaus des ehemaligen Ökonomiehofs |
| Veldensteiner Forstweg 4 (Standort)                                     | Friedhof                                                                        | Katholische Friedhofskirche St. Leonhard, ehemalige Pfarrkirche, Saalbau, verputzter Massivbau mit Lisenengliederung und eingezogenem Chor, 1725 wiederaufgebaut, 1730 Errichtung des Turmes mit laternenbekröntem Schweifhelm; mit Ausstattung Ölbergkapelle, pavillonartige, offene Halle, verputzter Massivbau mit Pilastergliederung, 1745, mit spätgotischen und barocken Sandsteinfiguren Denkmal für die Gefallenen des Preußisch-Österreichischen und Deutsch-Französischen Krieges (1866 u. 1870/71), neugotische Stele mit Blendmaßwerk, 1871 Denkmal der Gefallenen des Ersten und Zweiten Weltkriegs, Anlage aus Steinkruzifix und Inschriftentafeln, 1954 Nischenfigur des dornenbekrönten Heilands, Sandstein, 17. Jahrhundert Ehemalige Wieskapelle, heute Leichenhaus, eingeschossiger, verputzter Massivbau mit Walmdach, Vorhalle mit Korbbogenportal und Pilastergliederung, 1747 Teilstücke der historischen Friedhofsmauer Vor dem Friedhof: Andachtssäule Der Gekreuzigte, Kalkstein, 19. Jahrhundert | D-3-71-113-82 Wikidata | weitere Bilder                                                                  |
| Bahnstrecke Nürnberg–Schirnding (bei Streckenkilometer 58,8) (Standort) | Eisenbahnbrücke über die Pegnitz                                                | Bestandteil der Fichtelgebirgsbahn, zweigleisige Eisenträgerbrücke über die Pegnitz mit genietetem Fachwerkträger bzw. mit Vollwandträger, Widerlager aus Granitmauerwerk und Beton, 1877, 1899, Umbau um 1929, 1959 | D-3-71-113-143         | weitere Bilder                                                                  |

### Nasnitz
| Lage                                  | Objekt           | Beschreibung                                                                                               | Akten-Nr.              | Bild             |
| ------------------------------------- | ---------------- | --- | ---------------------- | ---------------- |
| Nähe Nasnitzer Hauptstraße (Standort) | Bildstock        | Gefaster Kalksteinpfeiler mit bekrönendem Kreuz, bezeichnet mit „1878“                                     | D-3-71-113-98 Wikidata | Bildstock        |
| Nähe Penzenreuther Straße (Standort)  | Kapelle St. Anna | Verputzter Massivbau mit Satteldach und spitzbogigen Gewänden, im Stil der Neugotik, 1865; mit Ausstattung | D-3-71-113-97 Wikidata | Kapelle St. Anna |

### Neumühle
| Lage                  | Objekt                                         | Beschreibung | Akten-Nr.              | Bild |
| --------------------- | ---------------------------------------------- | --- | ---------------------- | ---- |
| Neumühle 1 (Standort) | Mühlengebäude (Nordflügel eines Dreiseithofes) | Zweigeschossiger, verputzter Massivbau mit Halbwalmdach sowie geohrten Sandsteinfaschen und -portal, im Kern 17./18. Jahrhundert, bezeichnet mit „1748“, „1819“, „1859“, Umbau und Erweiterung 1919, Eckturm mit Zwiebelhaube wohl 1924, Wiederaufbau 1956 | D-3-71-113-18 Wikidata | BW   |

### Nitzlbuch
| Lage                     | Objekt                                | Beschreibung | Akten-Nr.               | Bild                                  |
| ------------------------ | ------------------------------------- | --- | ----------------------- | ------------------------------------- |
| Nitzlbuch 21 (Standort)  | Wohnwirtschaftsgebäude                | eingeschossiger massiver Satteldachbau, ehemals mit Gred, Bruchstein- und Ziegelmauerwerk, teilweise Fachwerk, mit Felsenkeller, 1750 (dendrochronologisch datiert)                                                                           | D-3-71-113-145          | BW                                    |
| Nitzlbuch 41 (Standort)  | Marienkapelle                         | Massivbau mit Satteldach, Spitzbogenportal und einfacher Putzgliederung, neugotisch, bezeichnet mit „1916“; mit Ausstattung | D-3-71-113-99 Wikidata  | BW                                    |
| Nitzlbuch 44 (Standort)  | Bauernhaus                            | Zweigeschossiger, verputzter Massivbau mit Satteldach, bezeichnet mit „1811“ | D-3-71-113-100 Wikidata | BW                                    |
| In Nitzlbuch (Standort)  | Bildstock                             | Sandsteinpfeiler mit Laterne und gusseisernem Kreuz, bezeichnet mit „1883“ | D-3-71-113-101 Wikidata | BW                                    |
| bei Nitzlbuch (Standort) | Eisenerzförderanlage der Grube Maffei | Eisenfachwerkkonstruktion mit Füllmauerwerk aus selbstgebrannten Schlackensteinen; Mannschaftsturm und Materialförderungsturm Bandbrücke, Brecheranlage und Fördermaschinengebäude mit zwei alten Maschinen; 1904–06 erbaut, 1978 stillgelegt | D-3-71-113-126 Wikidata | Eisenerzförderanlage der Grube Maffei |

### Ohrenbach
| Lage                   | Objekt  | Beschreibung                                                        | Akten-Nr.               | Bild |
| ---------------------- | ------- | ------------------------------------------------------------------- | ----------------------- | ---- |
| Ohrenbach 8 (Standort) | Kapelle | Verputzter Massivbau mit Satteldach, wohl 2. Hälfte 19. Jahrhundert | D-3-71-113-102 Wikidata | BW   |

### Ortlesbrunn
| Lage                                                            | Objekt        | Beschreibung                                                                           | Akten-Nr.               | Bild |
| --------------------------------------------------------------- | ------------- | -------------------------------------------------------------------------------------- | ----------------------- | ---- |
| In Ortlesbrunn (Standort)                                       | Bildstock     | Reliefierter Sandsteinpfeiler mit Laterne und gusseisernem Kreuz, Ende 19. Jahrhundert | D-3-71-113-104          | BW   |
| In Ortlesbrunn (Standort)                                       | Marienkapelle | Verputzter Massivbau mit Satteldach und Dachreiter, um 1900; mit Ausstattung           | D-3-71-113-103 Wikidata | BW   |
| Ortlesbrunn 5; am Ortsrand in Richtung Steinamwasser (Standort) | Bildstock     | Sandsteinpfeiler mit Laterne und gusseisernem Kreuz, Ende 19. Jahrhundert              | D-3-71-113-105 Wikidata | BW   |

### Ranna
| Lage                                                | Objekt                                  | Beschreibung | Akten-Nr.               | Bild           |
| --------------------------------------------------- | --------------------------------------- | --- | ----------------------- | -------------- |
| Lehnershof 4, an der Straße nach Neuhaus (Standort) | Bildstock mit Laterne                   | Sandstein, Ende 19. Jahrhundert                                                                                           | D-3-71-113-107 Wikidata | BW             |
| Leite (Standort)                                    | Katholische Kapelle St. Maria Magdalena | Verputzter, dreiseitig geschlossener Massivbau mit Walmdach und Zwiebeldachreiter, bezeichnet mit „1743“; mit Ausstattung | D-3-71-113-106 Wikidata | weitere Bilder |

### Reichenbach
| Lage                                  | Objekt                      | Beschreibung | Akten-Nr.               | Bild           |
| ------------------------------------- | --------------------------- | --- | ----------------------- | -------------- |
| Pinzig, auf dem Pinzigberg (Standort) | Ehemalige Wallfahrtskapelle | Verputzter Massivbau, 1818 anstelle des 1708 errichteten, 1804 abgebrochenen Vorgängerbaus erbaut, 1820 (bezeichnet) um Oktogonalbau mit Zeltdach und Dachreiter erweitert | D-3-71-113-109 Wikidata | weitere Bilder |

### Saaß
| Lage                      | Objekt        | Beschreibung                                                          | Akten-Nr.               | Bild          |
| ------------------------- | ------------- | --------------------------------------------------------------------- | ----------------------- | ------------- |
| Im Feistenberg (Standort) | Bildstock     | Reliefierter Sandsteinpfeiler mit Laterne, 2. Hälfte 19. Jahrhundert  | D-3-71-113-111 Wikidata | Bildstock     |
| Nähe Saaß (Standort)      | Marienkapelle | Verputzter Massivbau mit Satteldach, 18. Jahrhundert; mit Ausstattung | D-3-71-113-110 Wikidata | Marienkapelle |

### Sägmühle
| Lage                  | Objekt   | Beschreibung                                                                | Akten-Nr.               | Bild |
| --------------------- | -------- | --------------------------------------------------------------------------- | ----------------------- | ---- |
| Sägmühle 1 (Standort) | Sägmühle | Zweigeschossiger, verputzter Massivbau mit Krüppelwalmdach, 18. Jahrhundert | D-3-71-113-112 Wikidata | BW   |

### Staubershammer
| Lage                        | Objekt                         | Beschreibung | Akten-Nr.               | Bild           |
| --------------------------- | ------------------------------ | --- | ----------------------- | -------------- |
| Hammerwiesen (Standort)     | Kapelle Heilige Dreifaltigkeit | Massivbau mit Satteldach, Mitte 19. Jahrhundert; mit Ausstattung                                                                          | D-3-71-113-113 Wikidata | weitere Bilder |
| Staubershammer 2 (Standort) | Ehemaliges Hammerhaus          | Zweigeschossiger, verputzter Massivbau mit Walmdach, Dachgauben und profiliertem Traufgesims, Ende 18. Jahrhundert, wohl mit älterem Kern | D-3-71-113-114 Wikidata | weitere Bilder |

### Steinamwasser
| Lage                       | Objekt        | Beschreibung                                                                            | Akten-Nr.               | Bild           |
| -------------------------- | ------------- | --------------------------------------------------------------------------------------- | ----------------------- | -------------- |
| Steinamwasser 4 (Standort) | Burgruine     | Mittelalterliche Anlage, erhaltene Teilstücke der Ringmauer, wohl 12. Jahrhundert       | D-3-71-113-116 Wikidata | weitere Bilder |
| Steinamwasser 6 (Standort) | Bauernhaus    | Zweigeschossiger, verputzter Massivbau mit Satteldach und Giebelreiter, 19. Jahrhundert | D-3-71-113-119 Wikidata | weitere Bilder |
| Steinamwasser 6 (Standort) | Marienkapelle | Verputzter Massivbau mit Satteldach, 19. Jahrhundert; mit Ausstattung                   | D-3-71-113-115 Wikidata | weitere Bilder |

### Weidlwang
| Lage                                             | Objekt          | Beschreibung                                        | Akten-Nr.               | Bild |
| ------------------------------------------------ | --------------- | --------------------------------------------------- | ----------------------- | ---- |
| Sandhügel; an der Straße nach Nasnitz (Standort) | Zwei Bildstöcke | Sandsteinpfeiler mit Laternen, Ende 19. Jahrhundert | D-3-71-113-121 Wikidata | BW   |

### Welluck
| Lage                 | Objekt    | Beschreibung                                                                              | Akten-Nr.               | Bild |
| -------------------- | --------- | ----------------------------------------------------------------------------------------- | ----------------------- | ---- |
| Welluck 9 (Standort) | Bildstock | Reliefierter Pfeiler mit Laterne und gusseisernem Kreuz, Tuffstein, bezeichnet mit „1876“ | D-3-71-113-122 Wikidata | BW   |

### Zogenreuth
| Lage                                                 | Objekt                   | Beschreibung                                                                                                   | Akten-Nr.               | Bild |
| ---------------------------------------------------- | ------------------------ | --- | ----------------------- | ---- |
| Saarwiesen, an der Straße nach Degelsdorf (Standort) | Bildstock                | Pfeiler mit reliefierter Laterne, Stein, nach 1900                                                             | D-3-71-113-125 Wikidata | BW   |
| Zogenreuth 18 (Standort)                             | Marienkapelle            | Massivbau mit Satteldach, Spitzbogenportal und einfacher Putzgliederung, Ende 19. Jahrhundert; mit Ausstattung | D-3-71-113-123 Wikidata | BW   |
| Zogenreuth 12 (Standort)                             | Bauernhaus, Wohnstallbau | Eingeschossiger Bruchsteinbau mit Satteldach, 18. Jahrhundert                                                  | D-3-71-113-124 Wikidata | BW   |

### Keinem Gemeindeteil zugeordnet
| Lage            | Objekt                 | Beschreibung                                                 | Akten-Nr.      | Bild |
| --------------- | ---------------------- | ------------------------------------------------------------ | -------------- | ---- |
| Tannenschlag () | Sieben Grenzsteinpaare | mit Inschrift, Kalk- und Sandstein, wohl spätmittelalterlich | D-3-71-113-132 |      |

## Ehemalige Baudenkmäler
In diesem Abschnitt sind Objekte aufgeführt, die früher einmal in der Denkmalliste eingetragen waren, jetzt aber nicht mehr. Objekte, die in anderem Zusammenhang – also z. B. als Teil eines Baudenkmals – weiter eingetragen sind, sollen hier nicht aufgeführt werden. Aktennummern in diesem Abschnitt sind ehemalige, jetzt nicht mehr gültige Aktennummern.

| Lage                                              | Objekt                    | Beschreibung | Akten-Nr.               | Bild           |
| ------------------------------------------------- | ------------------------- | --- | ----------------------- | -------------- |
| Auerbach Dr.-Heinrich-Stromer-Straße 4 (Standort) | Ehemaliges Schulhaus      | Eingeschossiger, verputzter Massivbau mit Mansardwalmdach, 18. Jahrhundert                                                                                          | D-3-71-113-9 Wikidata   | BW             |
| Auerbach Neben der Kapelle am Fuchsbühl ()        | Steinkreuz                | Ohne Zeichen, wohl spätmittelalterlich | D-3-71-113-69 Wikidata  |                |
| Auerbach Unterer Markt 31 (Standort)              | Putzbau                   | Dreigeschossiger Putzbau mit Walmdach, 17./18. Jahrhundert | D-3-71-113-50 Wikidata  | weitere Bilder |
| Auerbach Zwingergasse 10 ()                       | Inschriftstein            | 1896 | D-3-71-113-65 Wikidata  |                |
| Gunzendorf In Gunzendorf ()                       | Friedhofsmauer            | Verputzter Bruchstein mit Stützmauern | D-3-71-113-72 Wikidata  |                |
| Rauhenstein In Rauhenstein (Standort)             | Ehemaliges Hammerhaus     | Sandstein-Kartusche mit Bauinschrift und Datum „1736“ und mit Wappenschild des Klosters Michelfeld, vom ehemaligen Hammerhaus, abgebrochen 1988 durch EWAG Nürnberg | D-3-71-113-108 Wikidata | weitere Bilder |
| Steinamwasser Steinamwasser 2 (Standort)          | Wohnhaus mit Mühlgebäuden | Erste Hälfte 19. Jahrhundert | D-3-71-113-117 Wikidata | BW             |
| Steinamwasser Steinamwasser 3 (Standort)          | Bauernhaus                | Mit Satteldach, bezeichnet „1888“ | D-3-71-113-118 Wikidata | BW             |